# 山本悌二郎 (民社党)
山本 悌二郎（やまもと ていじろう、1930年2月10日 - 2017年8月21日）は、新潟県の昭和期の政治家。元民社党衆議院議員。

## 経歴
1976年の第34回衆議院議員総選挙で旧新潟1区から民社党公認で立候補して当選、1期務めた。1967年の第31回衆議院議員総選挙から1986年の第38回衆議院議員総選挙まで旧新潟1区から8回立候補したが、当選は1回のみであった。
2017年8月21日、呼吸不全のため死去。87歳没。